# Flughafen Győr-Pér

i7
i11
i13

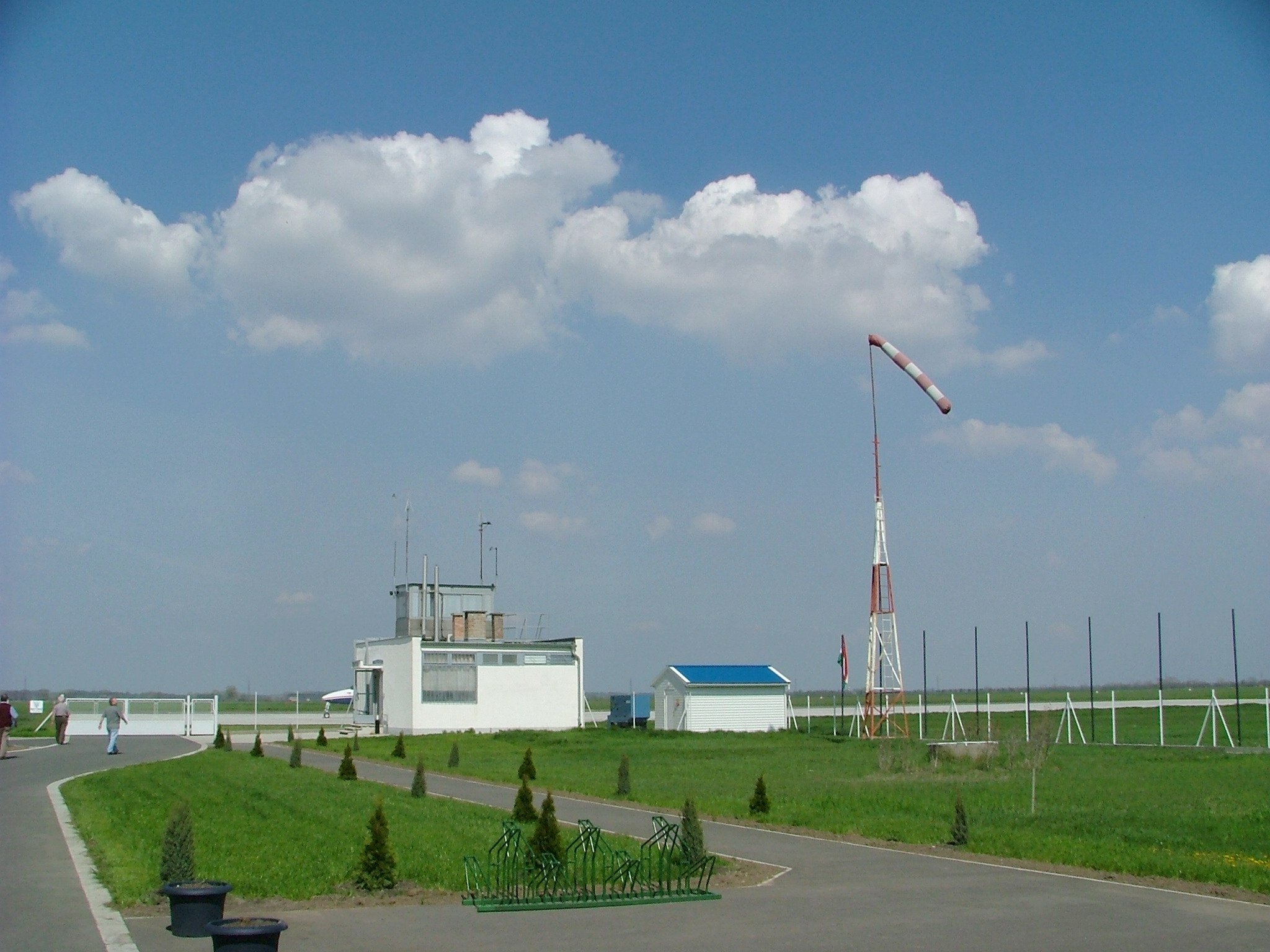
Flughafen im April 2004

Der Flughafen Győr-Pér (ungarisch Győr-Pér repülőtér, IATA-Code: QGY, ICAO-Code: LHPR) ist ein regionaler Flughafen in Ungarn in der Nähe von Győr.

## Lage und Verkehrsanbindung
Der Flughafen liegt 15 Kilometer südöstlich des Stadtzentrums von Győr an der Hauptstraße Nr. 81 (Győr–Székesfehérvár) und ist auch von der Autobahn M1 zu erreichen.

## Geschichte
Nach der Gründung der Flughafenentwicklungs GmbH Győr-Pér Repülőtér Fejlesztési Kft. im Jahr 1994 war es deren Ziel, den Flughafen mit Grasbahn zu einem regionalen bzw. internationalen Flughafen zu entwickeln. Die finanziellen Mittel hierzu sicherte die Audi Hungaria Motor Kft.
Die Inbetriebnahme der asphaltierten Start-/Landebahn sowie des asphaltierten Vorfeldes erfolgte im Jahr 2003. Noch im selben Jahr nahm auch die Győr-Pér Repülőtér Kft. ihre Tätigkeit auf.
2013 wurde die Tochtergesellschaft von Audi Hungaria, die Audi Hungária Services Zrt., Miteigentümerin der Flughafengesellschaft. Dadurch erfuhr der Flughafen einen Aufschwung; die Startbahn wurde um 780 Meter auf 2230 Meter verlängert, die Lichttechnik des Flughafens modernisiert. Außerdem wurde 2014 ein Instrumentenlandesystem (ILS) installiert, so dass auch Flugzeuge der Typen Airbus-A320 und Boeing 737 landen können.

## Fluggesellschaften und Ziele
2014 fanden Verhandlungen mit Wizz Air über neue Routen statt, diese blieben jedoch ohne Ergebnis.
Stand Juli 2016 gibt es keine regelmäßigen Passagierflüge am Flughafen.
Der Autohersteller Audi fliegt seine Mitarbeiter vom Flughafen Ingolstadt in Manching regelmäßig mit Private Wings nach Győr.

## Verkehrszahlen
| Jahr | Passagiere | Veränderung | Luftfracht (Tonnen) | Veränderung | Flugbewegungen | Veränderung |
| ---- | ---------- | ----------- | ------------------- | ----------- | -------------- | ----------- |
| 2004 | 07.895     | —           | 002,690             | —           | 1.376          | —           |
| 2005 | 11.134     | +41,03 %    | 017,473             | +549,55 %   | 1.881          | 0+36,70 %   |
| 2006 | 14.463     | +29,90 %    | 018,629             | 0+6,62 %    | 2.087          | 0+10,95 %   |
| 2007 | 13.405     | 0−7,32 %    | 101,519             | +444,95 %   | 3.699          | 0+77,24 %   |
| 2008 | 14.177     | 0+5,76 %    | 171,620             | 0+69,05 %   | 1.729          | 0−53,26 %   |
| 2009 | 08.770     | −38,14 %    | 274,578             | 0+59,99 %   | 2.127          | 0+23,02 %   |
| 2010 | 11.112     | +26,70 %    | 528,331             | 0+92,42 %   | 2.738          | 0+28,73 %   |
| 2011 | 18.976     | +70,77 %    | 252,130             | 0−52,28 %   | 5.185          | 0+89,37 %   |
| 2012 | 30.314     | +59,75 %    | 090,839             | 0−63,97 %   | 6.659          | 0+28,43 %   |
| 2013 | 31.274     | 0+3,17 %    | 119,579             | 0+31,64 %   | 2.510          | 0−62,31 %   |
| 2014 | 33.817     | 0+8,13 %    | 146,300             | 0+22,35 %   | 4.870          | 0+94,02 %   |
| 2015 | 29.437     | −12,95 %    | 173,770             | 0+18,78 %   | 6.790          | 0+39,43 %   |
| 2016 | 21.454     | −27,12 %    | 111,350             | 0−35,92 %   | 3.141          | 0−53,74 %   |
| 2017 | 22.785     | 0+6,20 %    | 345,811             | +210,56 %   | 7.087          | +125,63 %   |
| 2018 | 20.076     | 0−11,89 %   | 597,778             | +172,86 %   | 9.738          | +137,41 %   |